# Datana ranaeceps
Datana ranaeceps är en fjärilsart som beskrevs av Guérin-meneville 1844. Datana ranaeceps ingår i släktet Datana och familjen tandspinnare. Inga underarter finns listade i Catalogue of Life.